# Fêche-l’Église
Fêche-l’Église – miejscowość i gmina we Francji, w regionie Burgundia-Franche-Comté, w departamencie Territoire de Belfort.
Według danych na rok 1990 gminę zamieszkiwały 764 osoby, a gęstość zaludnienia wynosiła 194 osoby/km² (wśród 1786 gmin Franche-Comté Fêche-l’Église plasuje się na 216. miejscu pod względem liczby ludności, natomiast pod względem powierzchni na miejscu 888.).